# Lukáš Topinka
Lukáš Topinka (* 29. března 1988 Jihlava) je český kulturista. Je vysoký 174 cm. Jeho soutěžní váha je 73 kg, objemová váha 94 kg.
V roce 2006 na Mistrovství Moravy a Slezska v kulturistice juniorů v kategorii do 70 kg získal zlato, stejnou medaili pak obhájil také na Mistrovství České republiky juniorů, kde se rovněž stal absolutním vítězem. V témže roce získal stříbrnou medaili na Mistrovství světa v klasické kulturistice. V roce 2007 obhájil loňský úspěch na Mistrovství České republiky a vyhrál Mistrovství Evropy. V roce 2008 pak vyhrál Mistrovství světa juniorů a masters, které se konalo v Plzni.
V roce 2018 obdržel třetí místo v kategorii dospělí muži v soutěži Sportovec kraje Vysočina.
Jeho vzorem je Lukáš Osladil.